# Natuurkunde van A tot Z

## A
Absorptie -
Adhesie -
Adsorptie -
Aerodynamica -
Algemene gaswet -
Algemene relativiteitstheorie -
Amplitude -
Anammox -
Antizwaartekracht -
Atoom -
Atoommodel van Bohr -
Azeotroop -
Azimut

## B
Ballistiek -
Ballon -
Behoudswet -
Bellenvat -
Bevochtigen -
Beweging -
Biofysica -
Bouwfysica -
Brownse beweging (natuurkunde)

## C
Calorimetrie -
Coherent -
Cohesie -
Compton-effect -
Concentratie -
Constant -
Constante van Stefan-Boltzmann -
Continuüm -
Continuümmechanica -
Convergentie -
Corioliseffect -
Cryogeen -
Cyclotronstraling

## D
DPAD -
Dampdruk -
Deeltje -
Deeltjesfysica -
Deeltjessnelheid -
Deeltjesversneller -
Demping -
Diffusie -
Diffusiecoëfficiënt -
Dimensie -
Divergentie -
Diëlektricum -
Dopplereffect -
Dosislimiet -
Druk -
Drukkingspunt -
Dynamica

## E
ER/MR vloeistoffen -
Eenparig versnelde beweging -
Einsteinring -
Elektriciteit -
Elektrische geleidbaarheid -
Elektrische stroom -
Elektrische stroomdichtheid -
Elektrodialyse -
Elektrodynamica -
Elektromagnetisch veld -
Elektromagnetisme -
Elektron -
Elektronendiffractie -
Elektronvolt -
Elementair deeltje -
Emissie -
Energie -
Errorfunctie -
Evenwicht -
Exciton -
Experimentele natuurkunde -
Extensieve grootheid

## F
Faradayconstante -
Fase -
Faseaansnijding -
Faseverschuiving -
Fasor -
Foton -
Fotonisch kristal -
Frequentiemodulatie -
Frequentiespectrum -
Fundamentele natuurkracht -
Fysische chemie

## G

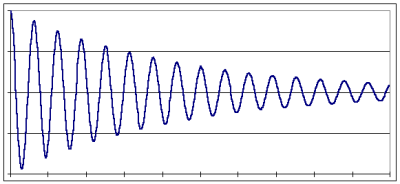
Golfvorm van gedempte trilling

G-kracht -
Galileo Galilei -
Galileithermometer -
Gas -
Gasontlading -
Geofysica -
Constante van Avogadro -
Gewicht -
Gewichtloosheid -
Gloeien -
Golfgetal -
Golfvorm -
Gravitatieconstante -
Graviton -
Grondtoestand

## H
Halfgeleider -
Hall-effect -
Herleidingsfactor -
Hertz -
Higgsboson -
Hydrostatische druk

## I
IJskristal -
Illuminantie -
Implosie -
Impuls -
Impulsmoment -
Inertiaalstelsel -
Intensieve grootheid -
Intensiteit -
Interferentie -
International Linear Collider -
Ion -
Ionenwisselaar -
Ionisatie

## J
Joule-effect -
JTU

## K

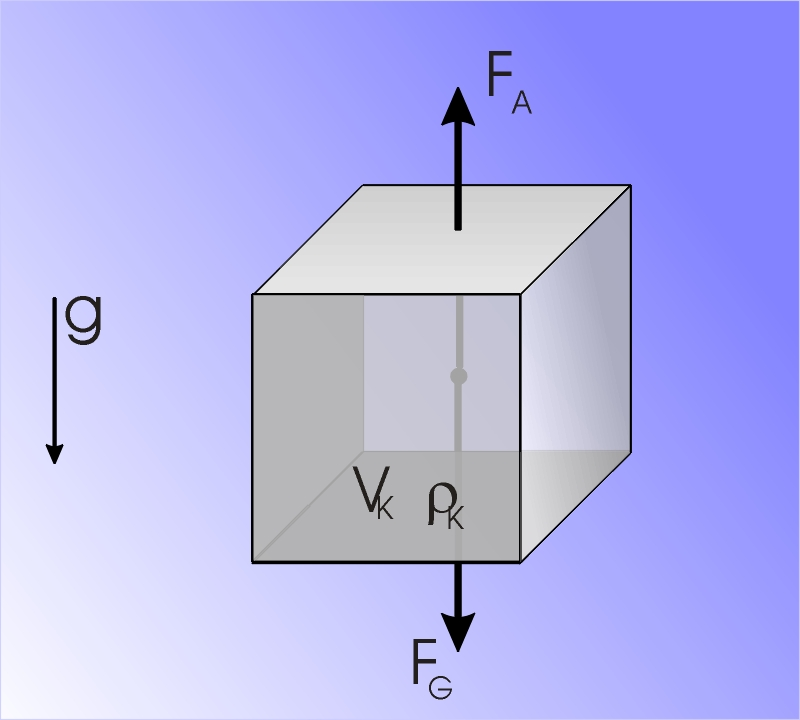
Krachten op een voorwerp

Kelvin -
Kettingreactie -
Klassieke natuurkunde -
Kooi van Faraday -
Kooktraject -
Kosmologie -
Kracht -
Kwantumgetal -
Kwantummechanica

## L
Laplace-operator -
Large Hadron Collider -
Leidenfrost-effect -
Lenzenformule - 
Lichtsnelheid -
Lichtstroom -
Lijst van natuurkundigen -
Logaritmische afname -
Londonkracht -
Lorentztransformatie -
Lumen -
Luminantie -
Luminescentie -
Lux -
Luchtdruk

## M

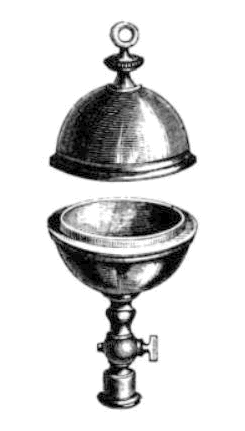
Maagdenburger halve bollen

Maagdenburger halve bollen -
Magneetschakelaar -
Massa -
Materiaalkunde -
Materie -
Maxwell-Boltzmann-verdeling -
Medium -
Meissner-effect -
Metrologie -
Micromechanica -
MiniGrail -
Moleculair orbitaal -
Molecuulfysica

## N
Natuurkunde -
Natuurkundige constante -
Natuurkundige eenheid -
Natuurkundige grootheden en eenheden -
Natuurkundige grootheid -
Neper -
Neutronenreflector -
Neutronium -
Nevelvat -
Niet-ideale oplossing -
Niets -
Nipkowschijf -
Nobelprijs voor Natuurkunde -
Normaalkracht -
NTU -
Nuldoorgang -
Nulpuntsenergie -
Nutatie

## O
Omgekeerde osmose -
Omloopbaan -
Ontaarding -
Ontbranding -
Oppervlaktekracht -
Optisch instrument -
Osmose

## P
Parallel universum -
Paramagnetisme -
Pariteit -
Periode -
Periodiek systeem -
Plasma -
Plasmafysica

## Q
Quark

## R
Radiogolf -
Reflectie -
Relativiteitstheorie
Reologie -
Rotatie -
Ruimtetijd -
Recycling

## S
Schrödingervergelijking -
Scintillatie (natuurkunde) -
Slinger -
Slinger van Foucault -
Speciale relativiteitstheorie -
Staande golf -
Subatomair deeltje -
Superfluïditeit -
Superpartner -
Sfermion

## T
Temperatuurcoëfficiënt -
Thermodynamica -
Traagheid -
Tyndall-effect

## V
Valversnelling -
Vanderwaalskrachten -
Vanderwaalsstraal -
Vastestoffysica -
Vergelijking van Clausius-Clapeyron -
Virtuele arbeid

## W
Weerstandscoëfficiënt -
Wet van Archimedes -
Wetten van Maxwell -
Wetten van Newton -
Wet -
Wrijving

## Z
Zelfremmendheid -
Zwaartekracht -
Zwaartepunt